# Adstringens
Ein Adstringens (von lateinisch adstringere „anziehen, zusammenziehen, festschnüren“; Plural: Adstringentien oder Adstringenzien, Betonung auf der dritten Silbe), auch als Styptikum (von griechisch-lateinisch stypticus, auch stipticus, „zusammenziehend, verstopfend, adstringierend“) bezeichnet, ist ein Mittel, das beim Auftreffen auf Haut oder Schleimhaut durch Eiweißfällung austrocknend, blutstillend und entzündungshemmend wirkt und zur Verdichtung des kolloiden Gefüges führt.
Adstringentien werden arzneilich verwendet, um Blutungen aus kleinen Blutgefäßen zu stillen (Alaunstift) oder in der Behandlung von entzündlichen, nässenden und juckenden Hauterkrankungen. In der Kosmetik werden Adstringentien zur Herstellung von schweißhemmenden Deodorantien benutzt. Auch zur Behandlung von übermäßigem Speichelfluss werden Adstringentien
(insbesondere Tannine) eingesetzt.
Beispiele für adstringierende Stoffe sind etwa Silbernitrat, Alaune, Toluol- und Phenolsulfonsäurepolykondensate (Policresulen) oder Extrakte der Roten Johannisbeere, des Salbeis sowie die Tannine, z. B. in Rotwein oder Grüntee. Die Tannine stellen die adstringierend wirksamen Bestandteile natürlicher Gerbstoffe dar.
In der Weinsprache bezeichnet die Adstringenz die Fähigkeit eines Weines, in der Mundhöhle und im Rachen einen trigeminalen Reiz auszulösen, der ein „raues“ bzw. „pelziges“ Mundgefühl verursacht. Möglicherweise besteht eine umgekehrte Wirkung im Mundgefühl nach Einnahme von Adstringentien oder Lipiden.